# Zagra (gmina)
Zagra – gmina w Rumunii, w okręgu Bistrița-Năsăud. Obejmuje miejscowości Alunișul, Perișor, Poienile Zagrei, Suplai i Zagra. W 2011 roku liczyła 3527 mieszkańców.